# The Flames of Johannis
The Flames of Johannis er en amerikansk stumfilm fra 1916 af Edgar Lewis.

## Medvirkende
- Nance O'Neil som Zirah / Marika.
- George Clarke som Mr. Vogel.
- Eleanor Barry som Mrs. Vogel.
- Ethel Tully som Gertrude.
- Victor Sutherland som George.